# Retablo del Santo Cristo de la Esperanza (Orense)
El retablo del Santo Cristo de la Esperanza es una obra anónima realizada entre 1770 y 1771. Está ubicado en la Iglesia de Santa Eufemia de Orense (Galicia, España).

## Historia

### Iglesia de Santa Eufemia
Este templo fue en sus orígenes la iglesia del Colegio jesuita del Buen Nombre de Jesús, cuya fundación tuvo lugar en junio de 1615 con la muerte de Pedro de Mondragón y Azcarreta, indiano oriundo de Guipúzcoa que falleció en Potosí,: 116  en aquel entonces perteneciente al Virreinato del Perú. Mondragón dejó dicho al orensano Alonso de Santana que fundase un colegio o convento dedicado a la Compañía de estudiantes en alguna ciudad o aldea relevante de España o Perú; Santana informó en 1621 al rector del colegio jesuita de Potosí de su deseo de ayudar a la instauración en Orense de la orden, si bien una serie de inconvenientes dificultaron en gran medida el proceso,: 113  no siendo hasta 1652 cuando llegaron los primeros jesuitas a la ciudad, donde en 1683 inauguraron la primera iglesia ex novo, de planta circular. La construcción del actual templo, de cruz latina dispuesta de manera rectangular y asignada originalmente a fray Plácido Iglesias, monje lego benedictino, comenzó probablemente hacia 1733 con el fin de reemplazar el edificio anterior, si bien para 1767, año en que tuvo lugar la expulsión de los jesuitas del Imperio español, tanto el presbiterio como el crucero estaban aún por finalizar. El 27 de mayo de 1770 se produjo un acontecimiento de especial relevancia: la Parroquia de Santa Eufemia, situada en la Catedral de San Martín, fue reubicada en el antiguo templo jesuita, convirtiéndose el anterior emplazamiento parroquial en la hoy conocida como Capilla de San Juan, mientras que de 1804 en adelante el seminario y la parroquia se vieron obligados a compartir el uso de la iglesia debido a que el seminario se hallaba ocupado temporalmente por los franceses con motivo de la Guerra de la Independencia Española (el seminario sería reinaugurado en 1818).: 114  Hasta comienzos de 1897 una pared de mampostería de grandes dimensiones a la altura del primero de los arcos torales mantuvo divididas las naves del espacio abierto en el crucero; en marzo de ese año el obispo Pascual Carrascosa ordenó concluir la cabecera en el mismo estilo que el resto de la edificación, terminando las obras en 1899 y siendo estas inauguradas el 30 de noviembre, pocos días después de la finalización del traslado y montaje del retablo del Santo Cristo de la Esperanza, el cual originalmente «cubría el frontis del brazo izquierdo de la cruz en la Iglesia de la primera órden de San Francisco de esta Ciudad» según consta en el Archivo Histórico Diocesano de Orense.: 115 

### Retablo

#### Elaboración

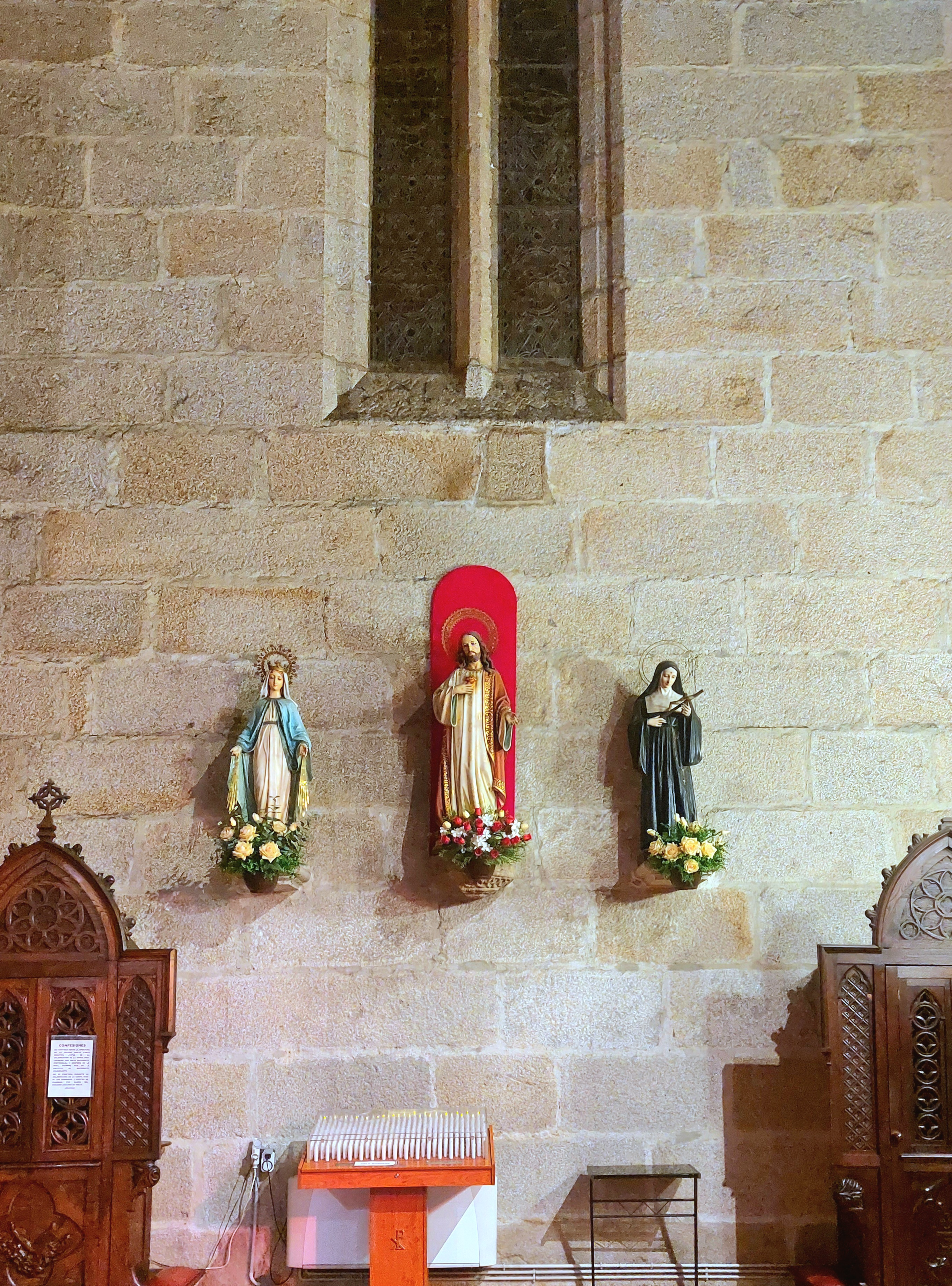
Lado de la epístola del transepto de la Iglesia de San Francisco de Orense, donde estuvo emplazado originalmente el retablo.

El retablo, de autor desconocido y elaborado entre 1770 y 1771 (aunque Begoña Juan Franco sostiene que fue realizado en 1735 por el vecino de Orense José González, autor de los retablos catedralicios de Santa Eufemia y los santos Facundo y Primitivo),: 265  fue destinado inicialmente a la iglesia del Convento de San Francisco, donde ocupaba el extremo de la epístola en el transepto hasta que en marzo de 1899 Carrascosa dispuso su retirada y traslado a la Iglesia de Santa Eufemia, donde pasó a fungir como retablo mayor. Tal y como informó en su momento el franciscano Doroteo Calonge, quien recabó datos sobre el retablo y el Santo Cristo de la Esperanza a partir de un libro de gastos del Convento de San Francisco relativo al periodo 1763-1835 conservado en el Archivo Histórico Provincial de Orense, en noviembre de 1770 figura la anotación «Obra. Más di zed.ª de tres mil ocho reales y veinte y quatro maravedís para un retablo», mientras que en los meses de diciembre de 1770 y enero de 1771 aparece escrito «Retablo. Más di zed.ª de quatro mil seiscientos quarenta y dos reales y doze maravedís para Retablo […] y su conduc.n [texto tachado] y el Cruzifijo», constando un poco más adelante «Escultor. Más di zed.ª de mil reales para un Retablo». Después del mes de septiembre de 1771, en el folio 18r se puede leer «Retablo. Otra de quinientos reales para el retablo» y «Escultor. Otra de quinientos reales al escultor», figurando en el folio 20v, en las cuentas relativas al periodo inmediatamente anterior al mes de mayo de 1772: «Clavazón i moscovia. Otra de setecientos i onze reales de clavazon para la obra de el retablo y otras obras y para una moscovia».: 116  Teniendo en cuenta estas cantidades, el coste del retablo podría situarse en 10 261 reales y 36 maravedís.
Respecto a la policromía, la original dataría de entre los años 1793 y 1794, constando en el mismo libro de gastos las siguientes notas: «Retablos. Para ciento trece libros de oro, hieso y más pinturas y jornales deel pintor; tres mil 
doscientos tres reales 14 maravedís»; «Pintor. Para jornales deel Pintor y pinturas un mil veintitrés»; y «Pintor. Para acabar de pagar el Pintor, ochocientos cinquenta reales». No obstante, entre los años 1833 y 1834 figura «Obras. Más dio para pintar el altar del Santísimo Cristo, y sacras seis mil trescientos y veinte reales», no siendo esta la policromía hoy conservada ya que el retablo fue nuevamente policromado en 1899 por orden de Carrascosa, quedando oculto el tono claro que tenía entonces (es aproximadamente desde mediados del siglo xviii cuando empiezan a pintarse los retablos con tonos blancos, azules y dorados acordes con los gustos rococós).: 117–118  Del mismo modo que los gastos de fabricación, las cifras citadas en los libros permiten situar el coste de las diversas policromías en 9523 o 10 546 reales y 14 maravedís.

#### Desamortización
Tras la desamortización del Convento de San Francisco en 1835, la iglesia quedó sin culto aunque todavía en posesión del obispado por deseo de la reina regente María Cristina. Por su parte, el ayuntamiento de la ciudad, propietario del cenobio, cedió las instalaciones el 25 de abril de 1843 al Ejército, que ese mismo año las convirtió en cuartel de infantería (tras lo cual el edificio pasó a denominarse Cuartel de San Francisco), trasladándose en 1844 desde La Coruña un batallón al mando del teniente coronel Ángel Martín Mouriño. En 1883 se procedió a la redacción de un proyecto firmado por el coronel, comandante y capitán Gerardo Dorado y Gómez destinado a restaurar el cuartel, procediéndose a elaborar hacia 1905 un memorándum firmado por el comandante Bonifacio Menéndez Conde en el cual se detallan las obras necesarias para la reparación de las instalaciones, efectuadas con el fin de poder albergar un batallón de infantería que se instaló en el cuartel ese mismo año. Por su parte, la Venerable Orden Tercera, sita en la calle Ervedelo, se ocupó de la Iglesia de San Francisco desde 1867 hasta 1920, tras lo cual quedó abandonada durante casi una década, siendo trasladada en 1928 a su ubicación actual, si bien para entonces gran parte de sus bienes habían sido desperdigados por diversas zonas de la capital.

#### Traslado y evolución

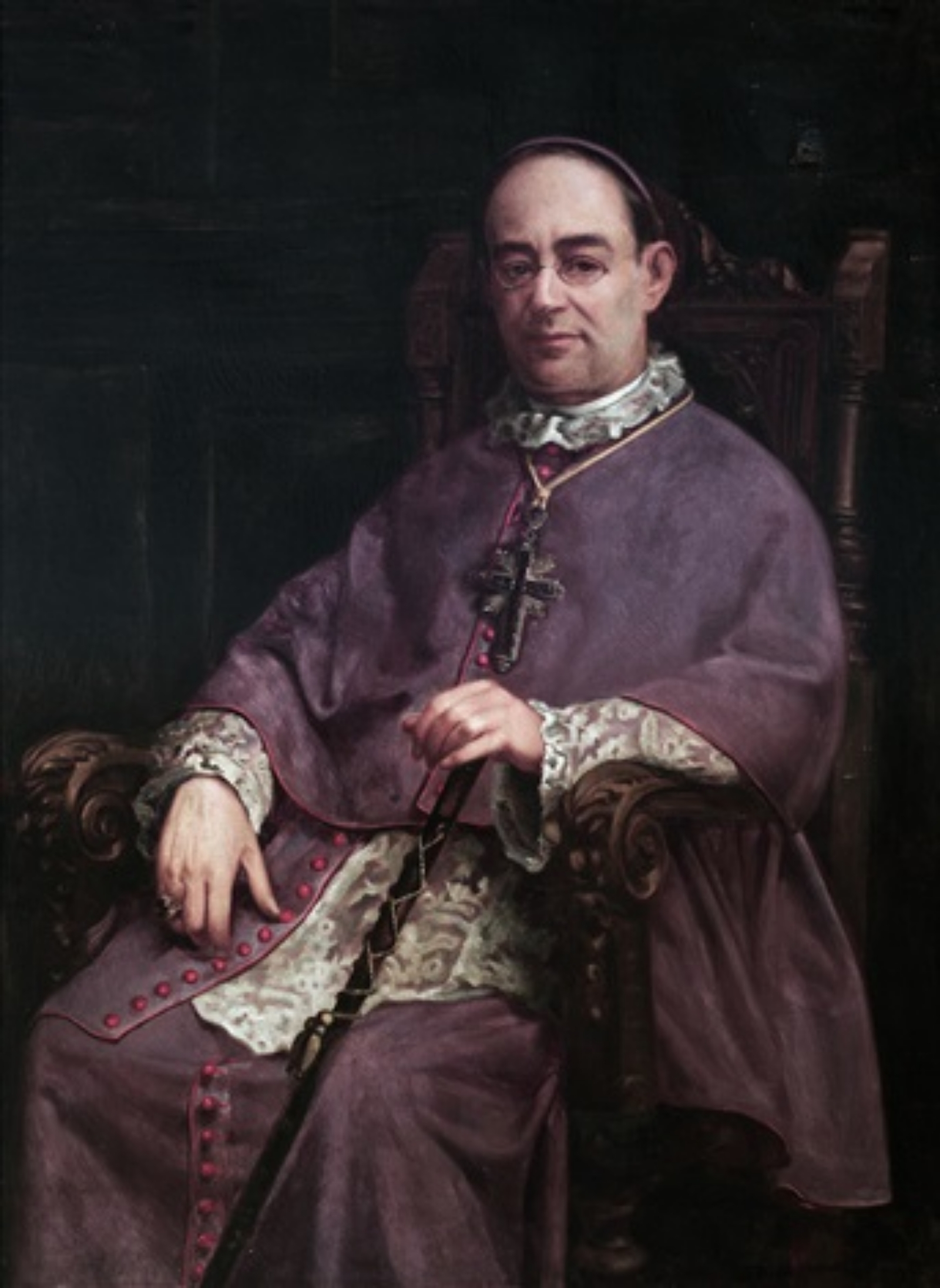
Retrato de Pascual Carrascosa, por José María Mendiguchía.

Respecto al traslado, hay constancia de una intervención del deán Tomás Portabales en una sesión discretorial oficiada el 30 de abril de 1899, en la que se da cuenta «de la Orden, y del traslado del retablo del brazo de la epístola en la iglesia de la 1ª, llamado del Santo Cristo de la Esperanza, para la iglesia de Santa Eufemia del Centro». La desinstalación de la estructura empezó el 2 de abril de 1899 y en ella tomaron parte el carpintero Manuel Suárez, dos operarios y tres jornaleros; para el día 5 quedó completamente desmontado «sin hacer desperfecto alguno», siendo las piezas ordenadas sobre el pavimento del templo, tras lo cual fueron cuidadosamente limpiadas para después ser trasladadas a la Iglesia de Santa Eufemia bajo la dirección del carpintero Ramón Picouto.: 116  Pese a que sus dimensiones (aproximadamente 14,65 × 9,59 metros) ayudan a cubrir casi por completo el testero, lo que podría hacer pensar que fue instalado en Santa Eufemia por este motivo, en realidad su tamaño era considerablemente menor según el registro de las obras que a finales del siglo xix motivaron su traslado; en sus orígenes el retablo contaba con una «base» (sotabanco) de 1,30 metros de alto, un «segundo cuerpo» y «otro tercero que el mismo que hoy conserva, pero que tenía un metro, diez centímetros menos de altura, y el mismo remate que hoy se vé representando la resurrección». Se conoce que inicialmente la estructura poseía una altura de 11,45 metros desde la mesa de altar hasta la cima y 7,33 metros de anchura sin contar unos festones acoplados en los extremos que con su altura total cubrían por completo la pared a la que estaba adosada en el transepto de la iglesia franciscana. Tanto la mesa de altar como un «zócalo» de idéntica altura «sobre el cual gravitaba todo el retablo» estaban realizados en piedra, mientras que sobre el altar destacaba un templete el cual terminó convirtiéndose en expositor tras la reubicación del retablo, siendo colocado sobre la escalinata y emplazándose en la zona central el sagrario, el cual fue situado en medio de los dos primeros peldaños (en el registro consta la existencia de una imagen del Niño Jesús coronándolo, si bien dicha pieza ya estaba ausente al momento del traslado).: 116–117 
Con el cambio de templo el retablo aumentó su categoría ya que pasó de hallarse en el extremo de un crucero a fungir como retablo mayor, debiendo aumentarse su tamaño para cubrir el trasaltar de la Iglesia de Santa Eufemia. En consecuencia, se añadieron 2,10 metros a la altura del primer cuerpo y 1,10 metros al ático, acoplándose además dos gigantescos pilares en los extremos tomando como referente los presentes en la hornacina central, con las basas y los capiteles fabricados en Barcelona y los fustes en Orense. Estas columnas, de una altura de 6,88 metros y un diámetro de 60 cm, resultaron controvertidas al punto de que Carrascosa dispuso que las mismas fuesen emplazadas en el retablo para comprobar su efecto sobre el conjunto antes de que fuesen sometidas al proceso de dorado; una vez instaladas de manera definitiva se colocaron sobre los capiteles dos jarrones victorianos con azucenas metálicas, flor escogida por el propio obispo debido a que constituye el símbolo de la Catedral de Cuenca, ciudad de donde era oriundo. Respecto a la fase de policromado, la cual abarcó partes como la «mesa, templete, antepecho, puertas y cancel» (estos dos últimos elementos integrados probablemente en el cierre del desaparecido presbiterio), concluyó entre los meses de junio y noviembre de 1899, siendo en este último mes cuando Picouto terminó «los jarrones y tornavoz del púlpito», esta última pieza hoy perdida. Manuel Valcárcel y un aprendiz tuvieron el cometido de pintar la mesa de altar, el templete y la escalinata, labor que desarrollaron de mediados de junio a mediados de septiembre, si bien fue Julio Barros en colaboración con varios oficiales quien policromó el retablo y el resto de la edificación, tarea iniciada en el mes de junio y concluida, con alguna que otra interrupción, el 28 de noviembre, siendo el color escogido por Carrascosa «en sustitución de otro claro con que se había pintado». Desde entonces el retablo permaneció inalterado hasta que el altar mayor fue reubicado en la década de 1960 con motivo de las innovaciones introducidas por el Concilio Vaticano II, afectando la principal modificación al primer cuerpo, concretamente a la sección central, donde se ha perdido por completo cualquier vestigio de la escalinata así como del templete y el sagrario. En aquel entonces se incorporó a la hornacina central un dosel elaborado en terciopelo así como cinco faroles, mientras que entre los años 1969 y 1986 se instaló un piso de mármol verde, una sede y asientos a los lados en granito también verde en la zona del presbiterio, afectando esta obra a la hornacina que cobija el sagrario, al que se antepuso la sede pétrea levemente más baja (también se llevó a cabo una limpieza tanto en el retablo como en sus tallas, sobre todo en la imagen titular).: 118 

#### Restauración
En 2004 la empresa tudense CBC procedió a realizar una profunda restauración en la cual se eliminó el suelo de mármol colocado en la hornacina central, lo que supuso la demolición de la estructura de ladrillo y hormigón situada en la parte posterior.: 118  A mayores se retiró del ático un cableado obsoleto y se acometió un reajuste de carácter estructural que contó con la elaboración de una nueva hornacina central de madera junto con el reemplazo de la sede pétrea por una también en madera. Durante la limpieza de la policromía (la cual corría riesgo de desprendimiento) se descubrió que la hornacina que alberga la talla del Santo Cristo de la Esperanza había sido repintada, aunque el hecho de que se conservase un porcentaje elevado del cromatismo original permitió que el repinte pudiese ser eliminado. Gracias a esta maniobra salió a la luz una decoración vegetal: 118  similar a una pieza de seda además de las marcas que señalaban la posición original de la cruz, inicialmente más elevada, siendo la misma recolocada. También se retiraron de la hornacina los faroles y el dosel de terciopelo así como las azucenas de los jarrones,: 118  procediéndose a labores de desinsectación y renovación de los anclajes de soporte al muro (caídos en la zona superior a causa de un ataque de xilófagos y reemplazados todos los del retablo por unos de acero inoxidable) y, en último lugar, a tareas de estucado, reintegración cromática y protección final,: 118  hallándose anteriormente la madera deteriorada a causa de la humedad, la escasez de iluminación y la falta de ventilación, con el conjunto oscurecido y dañado por el envejecimiento de los barnices, la suciedad y la acumulación de hollín procedente del humo de las velas. Los costes de la intervención en el retablo ascendieron a 38 975 euros mientras que los gastos de la recuperación de las pinturas murales de la hornacina fueron de un total de 12 014 euros.

## Descripción

### Retablo

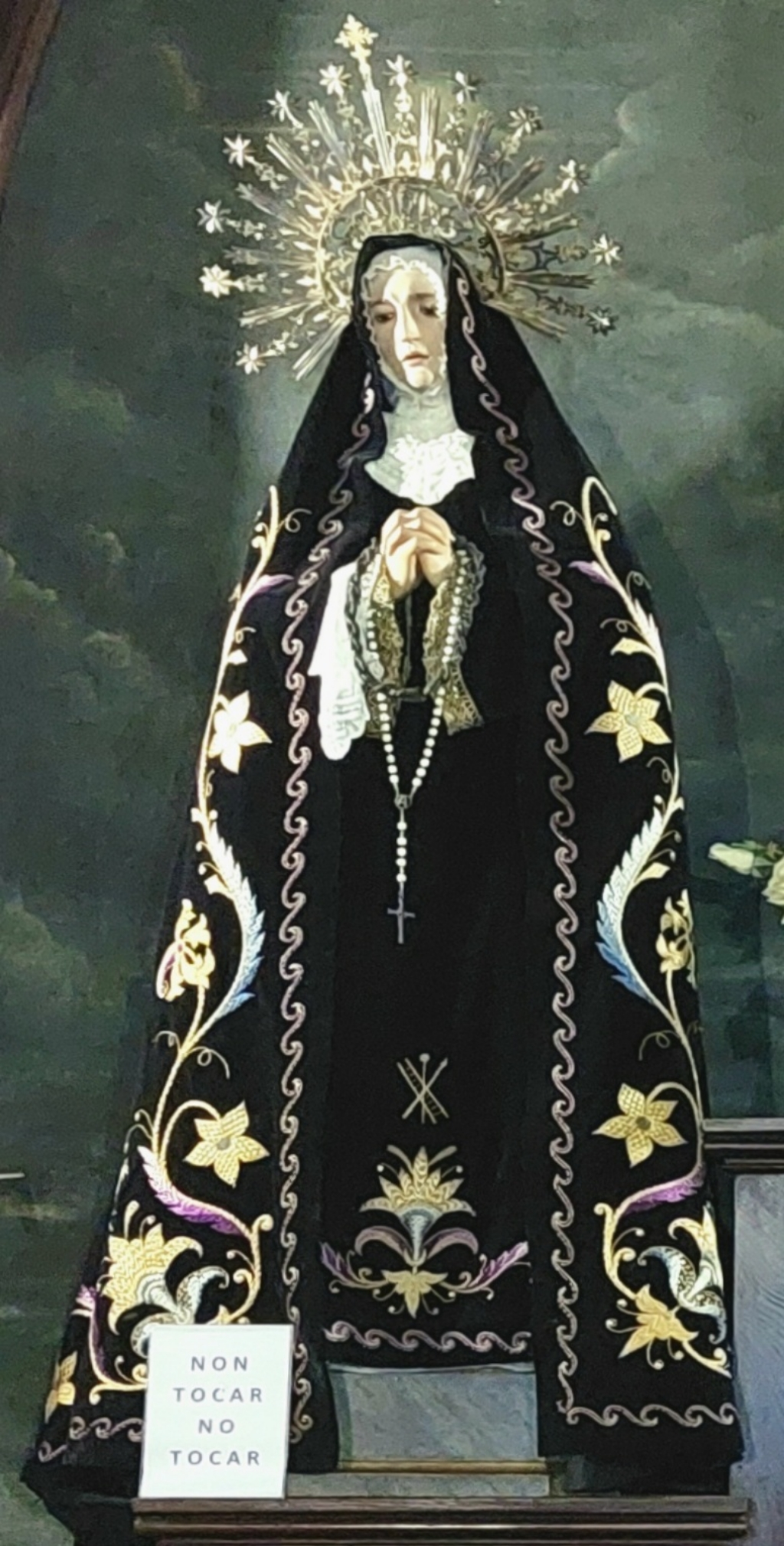
Dolorosa (anónimo, fecha desconocida). Iglesia de San Francisco de Orense. Esta imagen podría corresponderse con la Dolorosa que ocupaba la zona central del segundo cuerpo.

Tallado en madera de pino y con policromía verde y granate marmoleada, por su estructura la pieza se encuadra en la tipología de retablo crucifijo, si bien la finalidad que posee lo encasilla en la rama de los retablos eucarísticos, aunque posiblemente antes de su traslado no pertenecía a esta clase. A medio camino entre el rococó y el neoclasicismo,: 121  la obra está enmarcada a ambos lados por monumentales columnas de orden corintio y se halla dividida en basamento, banco, dos cuerpos con tres calles y ático. Las calles de los extremos albergan vistosas ménsulas con falsa predela y nichos en los dos cuerpos superiores en arco escarzano, estando el eje central compuesto por grandes hornacinas (rectangular la inferior y conopial la superior) en las cuales se cobijan el sagrario entre pilastras y la imagen del Santo Cristo de la Esperanza entre pilares corintios, teniendo una altura pronunciada la cual desplaza los entablamentos. En el segundo cuerpo, en cuyo centro destaca un pequeño arco de medio punto, los laterales se hallan ceñidos por tortuosas pulseras mientras que el ático, compuesto por tres remates con perfil triangular irregular cubiertos de motivos en rocalla e independientes en cada calle, se sobrepone a un entablamento fuertemente quebrado. En lo tocante a los ornamentos, destacan dos clases: resaltes y placas relacionados con el barroco y rocallas y formas en C y S típicas del rococó. Estos últimos adornos, superpuestos a los primeros, están resaltados con un intenso dorado el cual se halla presente también en casi todas las molduras, si bien tanto el diseño como las dimensiones son fruto de las transformaciones experimentadas con motivo de su traslado.: 115 

### Imaginería
Además del Niño Jesús que se hallaba en el sagrario a modo de remate, en los nichos ubicados a los lados de la hornacina del Santo Cristo de la Esperanza se encontraban las imágenes, a derecha e izquierda, de San Juan y San Francisco Blanco, destacando anteriormente una Dolorosa en el cuerpo superior entre «dos imágenes pequeñas» (pese a no especificarse en el registro de qué San Juan se trataba, el vínculo del retablo y de San Francisco Blanco con la Orden de los Franciscanos lleva a pensar que podría tratarse de San Juan de Capistrano).: 119  Actualmente a ambos lados del Santo Cristo de la Esperanza se sitúan San Francisco Javier y San Ignacio de Loyola a izquierda y derecha, destacando en el segundo cuerpo, a la izquierda, una talla de San Francisco de Asís, a la derecha una imagen de San Luis de Tolosa, y en el centro una pequeña figura de Santa Eufemia de Orense, titular de la parroquia, sobre la cual se erige un relieve de Cristo resucitado de aproximadamente un metro de alto: 118–119  coronado por un medallón presidido por una cruz y cercado por motivos en rocalla. Pese a que la talla del crucificado está considerada como la única imagen original del retablo,: 120  resulta sin embargo altamente probable que las tallas de San Luis y San Francisco de Asís formasen parte también del retablo inicialmente debido a que ambos son santos pertenecientes a la orden franciscana, mientras que el resto (dos imágenes jesuitas y la figura de Santa Eufemia) fueron añadidas una vez trasladada la pieza. Las tallas de San Luis y San Francisco de Asís podrían corresponderse con las «dos imágenes pequeñas» mencionadas en el registro, conformando junto con las identificadas pero ya desaparecidas (San Francisco Blanco y supuestamente San Juan de Capistrano) un perfecto programa franciscano.: 121  Las tallas de Santa Eufemia, San Francisco Javier y San Ignacio son de excelente factura y se encuadradan en el barroco, si bien la de la santa, de menor tamaño, presenta una calidad inferior, reproduciendo las imágenes de San Francisco Javier y San Ignacio el «clásico estilo castellano» según Evaristo Rivera Vázquez. Por su parte, el Santo Cristo de la Esperanza, fechado en 1770, constituye la mejor talla del conjunto; tradicionalmente asignada a la gubia de José Ferreiro, no hay ninguna certeza sobre su autoría, aunque la similitud de la pieza en lo tocante a la anatomía y el paño de pureza con el Cristo de la Buena Muerte del Convento de San Francisco de Santiago de Compostela (antes de 1776) y con el Cristo de la Paciencia del Monasterio de San Martín Pinario (c. 1776) hace probable su autoría, sobre todo teniendo en cuenta que la temprana fecha de la imagen reduce las probabilidades de que se trate de una de las múltiples imitaciones o falsificaciones de las obras de Ferreiro, aparecidas en su mayoría a partir de 1790, además de que el artista realizó numerosas tallas para la orden franciscana en varias zonas de la geografía gallega.: 121 
Las imágenes de San Ignacio y San Francisco Javier, relacionadas con las tallas homónimas de la Iglesia de la Compañía de Jesús de Santiago de Compostela (ambas de influencia vallisoletana) y de la Iglesia de San Miguel de Valladolid, poseen una altura aproximada de 1,60 metros, lucen sotana y exhiben respectivamente un corazón flamígero y una cruz, si bien la pose de la mano izquierda de San Ignacio induce a creer que portaba el libro de las Constituciones o de los Ejercicios Espirituales y, tal vez a mayores, una custodia, aunque también podría haber sostenido una maqueta de una iglesia, lo que la acercaría aún más a la talla de Valladolid. Es preciso destacar que en 1886, aparte de la adquisición de las «diademas» de ambas imágenes, se indica en un libro de fábrica un pago de 70 reales por «hacer la mitad del brazo y la mano de la imagen de San Ignacio de Loyola», figurando en el mismo libro en 1890 un pago «Al pintor d. Jacobo Vales por la restauración en pintura y escultura de las efigies de S. Ignacio de Loyola y S. Francisco Javier».: 119–120  Hay constancia documental de que San Francisco Javier portaba una cruz de plata en la mano derecha que en algún momento fue sustituida por la actual, una azucena también de plata en la mano izquierda, y una cadena al cuello con un corazón decorado con el anagrama IHS igualmente de plata, mientras que San Ignacio lucía en la mano derecha el mismo anagrama envuelto en rayos y elaborado también en plata, reemplazado por el actual corazón, pieza que sostiene de forma poco natural.: 433  Por su parte, las tallas de San Luis y San Francisco de Asís miden alrededor de 1,30 metros de alto y lucen hábito franciscano y coronilla afeitada (tonsura), mostrando San Luis una capa pluvial y una mitra mientras se apoya en un báculo. Respecto a la imagen de Santa Eufemia, esta apenas tiene 0,87 metros de alto; viste túnica y manto y luce un puñal clavado en el costado y una palma en la mano izquierda como símbolos de su martirio,: 120  quedando constancia de que en 1886 se gastaron 120 reales «Por hacer un brazo y restauración de la pintura en la imagen de la patrona de la parroquia».: 121 

## Legado
El retablo del Santo Cristo de la Esperanza destaca por las transformaciones sufridas a nivel estructural y cromático además de ser una pieza que aumentó en gran medida su valor al pasar de ser un retablo en un crucero a un retablo mayor, sobre todo teniendo en cuenta que pudo haber desaparecido tras la desamortización, acontecimiento que causó un gran perjuicio en el convento franciscano. Así mismo, el retablo se erige como una obra de gran valor histórico al ser uno de los pocos bienes del convento franciscano que lograron sobrevivir al proceso desamortizador, hallándose entre estas piezas una imagen de la Inmaculada facturada por Juan de Juni, conservada en el Museo Arqueológico Provincial; una figura de San Diego emplazada también en el Museo Arqueológico Provincial; una talla de San Buenaventura, obra de Juan de Acosta ubicada en el Museo Catedralicio; y dos imágenes de Francisco de Moure: San Cipriano y la Virgen de la Concepción, conservadas ambas en el Museo Catedralicio. Por último, la obra destaca también por ser uno de los pocos ejemplares del rococó conservados en la ciudad, entre los que sobresalen el retablo de la Inmaculada Concepción, el retablo de Santa Eufemia y el retablo de los santos Facundo y Primitivo, todos ellos en la Catedral de San Martín; y el retablo de la Piedad en la Iglesia de Santa María Madre.